# Vlaole
Vlaole (en serbe cyrillique : Влаоле) est un village de Serbie situé dans la municipalité de Majdanpek, district de Bor. Au recensement de 2011, il comptait 584 habitants.
Vlaole est situé sur les bords de la rivière Pek.

## Démographie

### Évolution historique de la population
| 1948  | 1953  | 1961  | 1971  | 1981  | 1991 | 2002 | 2011 |
| ----- | ----- | ----- | ----- | ----- | ---- | ---- | ---- |
| 1 202 | 1 206 | 1 287 | 1 204 | 1 100 | 949  | 767  | 584  |

|  |